# Jordi Valentí Martínez Juan
Jordi Valentí Martínez Juan (Alcoi, 14 de febrer de 1967) és un polític valencià, diputat a les Corts Valencianes en la VIII legislatura.
Ha treballat com a funcionari de Correus i Telègrafs. Militant del PSPV-PSOE, després de les eleccions municipals espanyoles de 2011 és regidor de Festes, Seguretat i Mobilitat i portaveu del grup municipal socialista a l'ajuntament d'Alcoi. En novembre de 2012 va substituir en el seu escó Ferran Verdú Monllor, escollit a les eleccions a les Corts Valencianes de 2011 i que no podia compatibilitzar el càrrec amb el d'alcalde de Xixona i la docència a la Universitat d'Alacant.
A les eleccions municipals de 2015, 2019 i 2023 fou reelegit regidor a la Corporació Municipal d'Alcoi. De 2021 a 2023 és Vicealcalde d'Alcoi.
Des de 2018 és Secretari General de l'Agrupació Socialista d'Alcoi.